# Spottobrotula
Spottobrotula is een geslacht van straalvinnige vissen uit de familie van naaldvissen (Ophidiidae).

## Soorten
- Spottobrotula amaculata Cohen & Nielsen, 1982.
- Spottobrotula mahodadi Cohen & Nielsen, 1978.